# جرج نلسن
جرج درایور "پینکی" نلسن (به انگلیسی: George Driver "Pinky" Nelson) فضانورد اهل کشور ایالات متحده آمریکا است که در ۱۳ ژوئیهٔ ۱۹۵۰ میلادی در چارلز سیتی، آیووا زاده شد. وی در مأموریت اس‌تی‌اس-۴۱-سی، اس‌تی‌اس-۶۱-سی، اس‌تی‌اس-۲۶ حضور داشته است.